# 點滴魔法珠

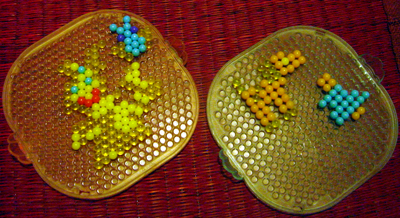
點滴魔法珠

點滴魔法珠（Bindeez），發音為 Aqua Dots是澳洲設計、在中國製造的魔力小球拼圖益智玩具。被發現含有1,4-丁二醇能代謝成γ-羥基丁酸（GHB）成份的化學物。澳洲有三名兒童因誤吞魔法小珠，GHB過量而導致癲癇發作。目前澳洲與美國的玩具反斗城已將名為Bindeez Beads的玩具下架。
類似的日本產品Aquabeads 水串珠由Epoch株式會社在日本開發，由不同的中國製造商生產，並未被污染。

## 相關連結
- 黑心商品